# پالایشگاه هفتم مجتمع گازی پارس جنوبی
پالایشگاه هفتم عنوان هفتمین پالایشگاه از پالایشگاه‌های گاز پارس جنوبی می‌باشد که طرح توسعه فازهای ۱۷و۱۸ در آن اجرا شده‌است.

## موقعیت
این پالایشگاه در نزدیکی شهر عسلویه و در شرق پالایشگاه پنجم (فازهای ۹و۱۰) و غرب پالایشگاه ششم (فازهای ۱۵و۱۶) واقع شده‌است.

## ظرفیت
تولید روزانه ۵۰ میلیون متر مکعب گاز، ۸۰ هزار بشکه میعانات گازی و ۴۰۰ تن گوگرد، سالانه یک میلیون تن اتان و ۱٬۰۵ میلیون تن گاز مایع

## مشخصات
فازهای ۱۷و۱۸ دارای ۴۴ حلقه چاه در میدان گازی پارس جنوبی است.

## تاریخ شروع
تیرماه ۱۳۸۶ خورشیدی

## تاریخ راه‌اندازی
نخستین ردیف شیرین‌سازی گاز پالایشگاه فاز ۱۷و۱۸ میدان پارس جنوبی با تزریق روزانه 56 میلیون مترمکعب گاز شیرین به شبکه سراسری از تاریخ جمعه ۱۹ دی ۱۳۹۳ آغاز به کار کرد.
در تاریخ ۱۸ آذرماه سال ۱۳۹۴، تزریق گاز شیرین تولیدی از این پالایشگاه به خط لوله سراسری و هم چنین تولید پایدار میعانات گازی با برداشت مستقیم از سکوی فاز ۱۷ شروع شد.

## پیمانکار (پیمانکاران-مشارکت)
بخش خشکی پالایشگاه هفتم حاصل مشارکت شرکت‌های زیر می‌باشد:
1. سازمان گسترش و نوسازی صنایع ایران (ایدرو)، با سهم ۴۸ درصد به عنوان رهبر مشارکت
2. شرکت مهندسی و ساخت تأسیسات دریایی، با سهم ۲۱درصد به عنوان پیمانکار بخش دریا
3. شرکت مهندسی و ساختمان صنایع نفت، با سهم ۳۱ درصد

بخش فراساحل (دریا) پالایشگاه هفتم حاصل مشارکت شرکت‌های زیر می‌باشد:
1. شرکت پتروپایدار ایرانیان
2. شرکت شرکت صنعتی دریایی ایران (صدرا)
3. شرکت مپنا